# Kärringkånk
Kärringkånk eller Kärringbärning (på finska eukonkanto eller akankanto), är en löpsport där manliga tävlande springer bärandes en kvinnlig lagkamrat. Sporten uppstod i Sonkajärvi i Finland.
Flera typer av bärning är möjliga; kvinnan kan rida på ryggen, bäras över axeln eller bäras på "estnisk stil", där kvinnan bärs upp och ner med benen över mannens axlar, samtidigt som hon håller sig fast vid hans midja. 
VM i kärringkånk hålls varje år i Sonkajärvi i Finland (där priset utgörs av kvinnans vikt i öl), men tävlingar förekommer också på flera andra ställen i världen, som Sverige, Estland och USA.

## Historia
Sporten uppstod på skämt i Finland, och ska ha sina rötter i idén att män förr rusade in i en kvinnas by, lyfte upp henne och rövade bort henne. Men ju mer detta ''skämt'' blev populärare tog man in det i flera länder. Nu är sporten rätt stor och seriös.

## Regler

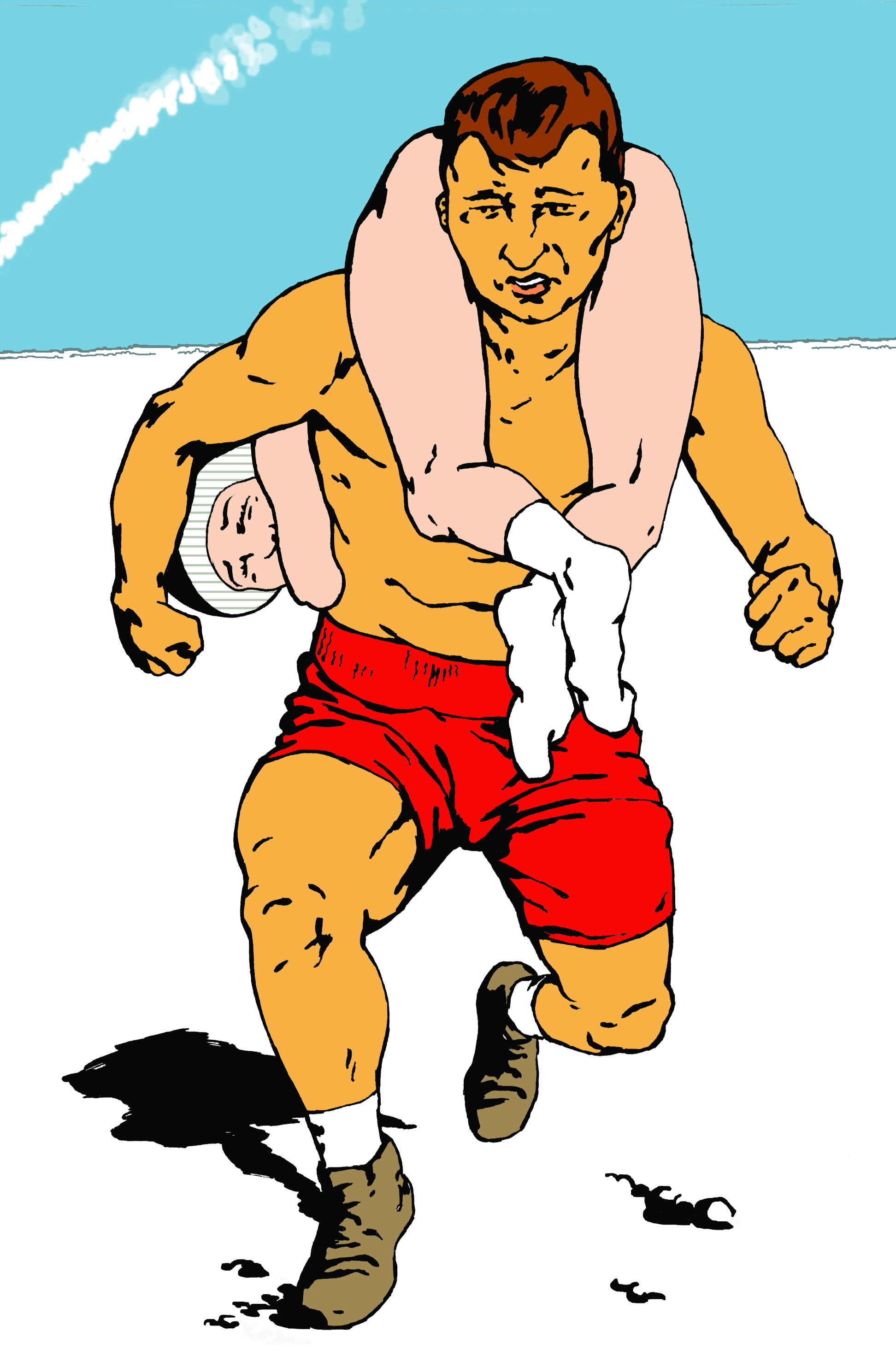
Det korrekta estniska sättet att bära en kärring

- Banans längd ska vara 253,5 meter, och bestå av sand, asfalt, gräs och grus.
- Banan ska ha två hinder samt en vattengrav med en meters djup.
- Kärringen man bär kan vara ens egen, grannens, eller någon man hittat annorstädes. Hon måste dock vara 17 år fyllda.
- Minivikten på kärringen är 49 kilo. Väger kärringen mindre måste hon tyngas ned av en ryggsäck så att hon uppnår minst 49 kg.
- Alla deltagare måste ha roligt.
- Om en löpare tappar sin kärring straffas ekipaget med 15 sekunders tidstillägg.
- Bäraren får inte ha annan utrustning på sig än ett bälte. Kärringen måste ha hjälm.
- Tävlingarna avgörs i heat med två ekipage som tävlar mot varandra samtidigt.
- Varje deltagare ansvarar för sin egen säkerhet.
- Pris delas ut till det snabbaste ekipaget, men också till det mest underhållande, de bäst klädda och till den starkaste bäraren.

## Världsmästare
- 1997 – Jouni Jussila (Finland) och Tiina Jussila (Finland), 65,0 sekunder.
- 1998 – Imre Ambos (Estland) och Annela Ojaste (Estland), 69,2 sekunder.
- 1999 – Imre Ambos (Estland) och Annela Ojaste (Estland), 64,5 sekunder.
- 2000 – Margo Uusorg (Estland) och Birgit Ullrich (Estland), 55,5 sekunder. (världsrekord)
- 2001 – Margo Uusorg (Estland) och Birgit Ullrich (Estland), 55,6 sekunder.
- 2002 – Meelis Tammre (Estland) och Anne Zillberberg (Estland), 63,8 sekunder.
- 2003 – Margo Uusorg (Estland) och Egle Soll (Estland), 60,7 sekunder.
- 2004 – Madis Uusorg (Estland) och Inga Klauso (Estland), 65,3 sekunder.
- 2005 – Margo Uusorg (Estland) och Egle Soll (Estland), 59,1 sekunder.
- 2006 – Margo Uusorg (Estland) och Sandra Kullas (Estland), 56,9 sekunder.
- 2007 – Madis Uusorg (Estland) och Inga Klauso (Estland), 61,7 sekunder.
- 2008 – Alar Voogla (Estland) och Kirsti Viltrop (Estland), 60,9 sekunder.
- 2009 – Taisto Miettinen (Finland) och Kristiina Haapanen (Finland), 62,0 sekunder.
- 2010 – Taisto Miettinen (Finland) och Kristiina Haapanen (Finland), 64,9 sekunder.
- 2011 – Taisto Miettinen (Finland) och Kristiina Haapanen (Finland), 60,7 sekunder.
- 2012 – Taisto Miettinen (Finland) och Kristiina Haapanen (Finland), 61,2 sekunder.
- 2013 – Taisto Miettinen (Finland) och Kristiina Haapanen (Finland), 65,0 sekunder.
- 2014 – Ville Parviainen (Finland) och Janette Oksman (Finland), 63,7 sekunder.
- 2015 – Ville Parviainen (Finland) och Sari Viljanen (Finland), 62,7 sekunder.
- 2016 – Dmitriy Sagal (Ryssland) och Anastasia Loginova (Ryssland), 62,7 sekunder.
- 2017 – Taisto Miettinen (Finland) och Kristiina Haapanen (Finland), 68,6 sekunder.
- 2018 - Vytautas Kirkliauskas (Lettland) och Neringa Kirkliauskiene (Lettland), 65,1 sekunder.
- 2019 - Vytautas Kirkliauskas (Lettland) och Neringa Kirkliauskiene (Lettland), 66,7 sekunder.
- 2020 - Ingen tävling
- 2021 - Ingen tävling
- 2022 – Taisto Miettinen (Finland) och Katja Kovanen (Finland), 67,4 sekunder.
- 2023 – Taisto Miettinen (Finland) och Katja Kovanen (Finland), 66,4 sekunder.